# 朱塞培·翁加雷蒂
朱塞培·翁加雷蒂（義大利語：Giuseppe Ungaretti，1888年2月10日—1970年6月2日）是意大利现代主义诗人、新闻记者、散文家、批评家、学者，以及1970年首屆纽斯塔特国际文学奖获得者。 他是意大利实验诗歌流派隐逸派的代表人物之一，对20世纪意大利文学产生了深远影响。受象征主义影响，他曾短暂参与了未来主义运动。像很多未来主义者一样，他在一战中持民族统一主义立场。翁加雷蒂在堑壕战中开始写诗，发表了他最著名的诗篇之一《欢乐》。
内战时期，他是贝尼托·墨索里尼的一个合作者（他加入社会党时认识了后者），以及《意大利人民报》和《人民杂志》的驻外通信员。短暂参与达达主义运动后，他创立了隐逸诗派。在巴西呆了数年后，在二战期间返回意大利，并在罗马大学任教学职位。他的法西斯主义经历常常引起争议。